# Matthew O'Callaghan
Matthew O'Callaghan er en amerikansk animator og tegnefilmsintruktør. Han er skaber af serien Louie og company fra 1994, der kørte på FOX Kids og den nye Peter Pedal film fra 2006.
Han har igennem 20 år arbejdet med animationsfilm, og har arbejdet for Disney de seneste år.